# Lexicon (jeu)
Pour les articles homonymes, voir Lexicon.
Le Lexicon est un jeu de lettres créé dans les années 1930.
C'est un des premiers jeux de ce type, il a été breveté en 1925 par le britannique David Whitelaw (en). Il a été distribué en France par Miro Company à partir de 1936.